# Andreas Dräger (Bioinformatiker)

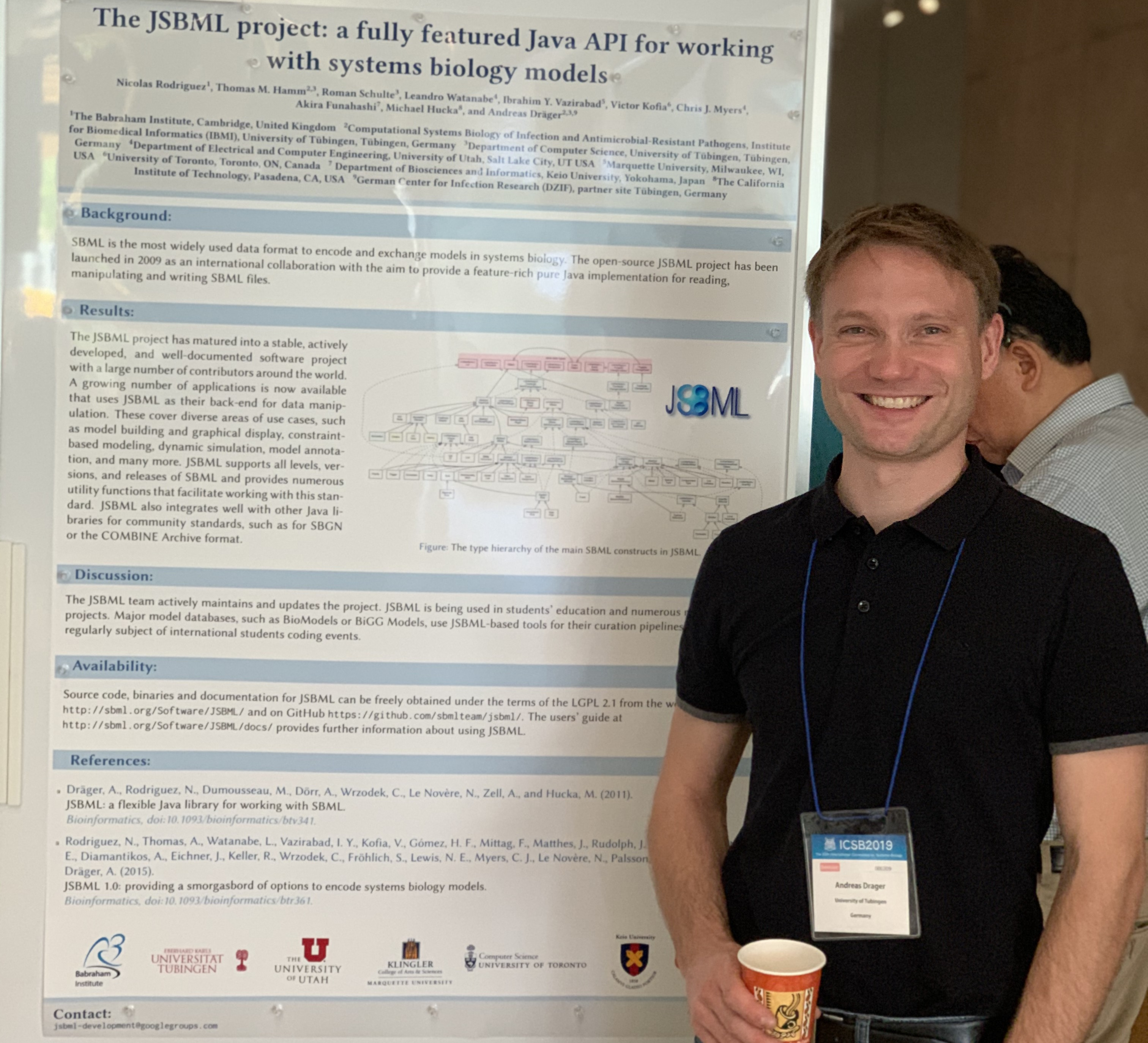
Andreas Dräger (2019)

Andreas Dräger (geboren am 20. September 1980) ist ein deutscher Bioinformatiker, der die Forschungsgruppe für Datenanalytik und Bioinformatik der Martin-Luther-Universität Halle-Wittenberg leitet.

## Ausbildung
Im Gymnasium war Dräger von der Informatik sowie jüngsten Fortschritten in der Genetik und der Biotechnologie der späten 1990er Jahren fasziniert. Als er von einem neuen Studiengang erfuhr, der die Kombination dieser Technologien ermöglichte, definierte dies seine berufliche Ausrichtung. So studierte Dräger von 2000 bis 2006 Bioinformatik an der Martin-Luther-Universität Halle-Wittenberg in Halle (Saale). Er arbeitete als Praktikant für Genomsequenzierung am Max-Planck-Institut für Molekulare Genetik in Berlin. Seine Diplomarbeit über Schwermetall-resistente Bakterien fertigte er am Institut für Mikrobiologie an der Universität von Illinois zu Chicago an. Dräger wurde am Zentrum für Bioinformatik Tübingen (ZBIT) promoviert mit Schwerpunkt auf dynamischer Simulation metabolischer Netzwerke der virtuellen Leber. Während dieser Zeit arbeitete er 2010 als Gastdoktorand für Software-Entwicklung an der Keiō-Universität in Yokohama. Nach seiner Rückkehr aus Japan zeichnete ihn die Mathematisch-Naturwissenschaftliche Fakultät der Universität Tübingen mit dem Dissertationspreis 2011 aus.

## Karriere
Anfang 2011 warb Dräger Mittel für ein unabhängiges Forschungsprojekt als Postdoktorand und Nachwuchsgruppenleiter ein. Im Jahr 2013 absolvierte er ein weiteres zweijähriges Postdoc-Programm als Marie-Curie-Forschungsstipendiat in La Jolla. Dort arbeitete er in der Systembiologie-Forschungsgruppe der UCSD (der Universität von Kalifornien, San Diego). Nach seiner Rückkehr nach Tübingen im Jahr 2015 gründete er dort eine unabhängige Forschungsgruppe. 2018 wurde er zum Juniorprofessor für Rechnergestützte Systembiologie der Infektionen und antimicrobiell-resistenten Krankheitserreger innerhalb des neu gegründeten Tübinger interfakultären Instituts für Bioinformatik und Medizininformatik (IBMI) berufen. Seine Forschungsgruppe gehörte zum Tübinger Exzellenzcluster „Kontrolle von Microben zur Bekämpfung von Infektionen“ (CMFI). Im Februar 2024 wurde Dräger zum Universitätsprofessor ernannt und hat seitdem den Lehrstuhl für Datenanalytik und Bioinformatik der Martin-Luther-Universität Halle-Wittenberg inne, gehörte aber noch bis Januar 2025 zum Deutschen Zentrum für Infektionsforschung (DZIF) der Universität Tübingen.

## Forschung
Drägers Forschung konzentriert sich auf mathematische Modelle der Stoffwechselmechanismen, die Antibiotikaresistenzen zugrunde liegen. Den zentralen Aspekt seiner Forschungsgruppe bilden die menschlichen Microbioa des Atmungstraktes von der Nasenhöhle zur Lunge. Dräger zielt darauf ab, neue Behandlungsmöglichkeiten zu erschließen, um lebensbedrohliche bakterielle und virale Infektionen zu bekämpfen. Im Krankenhaus erworbene Infektionen der Atemwege bekommen dabei die höchste Priorität, weil es sich dabei häufig um multiresistente Keime handelt, bei denen Antibiotika nicht zuverlässig anschlagen. Zu den besonders schädlichen Bakterien dieses Lebensraums gehören Pseudomonas aeruginosa und Staphylococcus aureus. Ein weiterer Forschungsbereich betrifft Risikogruppen wie Mukoviszidose-Patienten. Die Anwendung der Stoffwechselmodellierung für dieses Vorhaben erfordert ein umfassendes Verständnis der zugrunde liegenden Prozesse gegenseitiger Wechselwirkungen zwischen Pathogenen, kommensalen Bakterien und ihrem Wirt.
Diese Arbeit erfordert auch die Entwicklung spezieller Software zur Erstellung, Analyse und gemeinsamer Nutzung von Computermodellen in der Systembiologie im Allgemeinen. Aus diesem Grund beteiligt sich seine Gruppe aktiv an verschiedenen Standardisierungsbemühungen in der Systembiologie im Rahmen der sogenannten COMBINE-Initiative internationaler Forscher. Dräger sieht verbesserte Interoperabilität und Wiederverwendbarkeit entwickelter Computermodelle nach den FAIR-Prinzipien (auffindbar, allgemein zugänglich, interoperabel, und reproduzierbar/wiederverwendbar) als Voraussetzung für zuverlässige Erstellung aussagekräftiger Computersimulationen in der Biologie an. Dazu entwickeln Dräger und seine Gruppe wissenschaftliche quelloffene Software, wie beispielsweise JSBML oder SBSCL. Im Jahr 2015 wählte ihn die wissenschaftliche Gemeinschaft zum Editor für die Entwicklung des systembiologischen Dateiformats SBML und 2018 zum Editor für die graphische Modellierungssprache SBGN. 2016 gehörte Dräger zu den Gründungsmitgliedern des jährlichen Treffens von Forschern mit besonderem Interesse an systembiologischer Modellierung (SysMod) als Teil der Internationalen Gesellschaft für Rechnergestützte Biologie (ISCB), wo er von 2018 bis zu seinem vorübergehenden Ausscheiden 2022 als de facto Vorsitzender fungierte.
Während der COVID-19-Pandemie erregte Drägers Arbeit zur computergestützten Modellierung von SARS-CoV-2 in menschlichen Zellen internationales Interesse, denn es sagte potentiell nutzbare Zielstrukturen für die Arzneimittelentwicklung voraus. Eines dieser Ziele ist das menschliche Enzym Guanylatkinase. Drägers laufende Arbeit zu diesem Thema konzentriert sich auf die Pandemievorsorge.

## Ehrenamt
Über drei Jahre lang bot er Kurse in Bioinformatik und Systembiologie für Oberstufenschüler am Otto-Hahn-Gymnasium in Nagold an, unter anderem als Mentor beim Wettbewerb Jugend forscht.